# Gol Gumbaz
Gol Gumbaz és la tomba del rei Mohammed Adil Shah, de la dinastia Adil Shahi. La construcció de la tomba, situada a Bijapur, Karnataka, Índia, es va iniciar el 1626 i es va acabar el 1656. El nom es basa en "Gol Gumbadh" derivat de "Gola Gummata" que significa "cúpula circular". Segueix l'estil de l'arquitectura indoislàmica. Fins i tot un xiuxiueig d'algú que es troba a la seva galeria es pot escoltar a qualsevol altre lloc de la galeria i, si algú aplaudeix, el so de la mateixa ressona diverses vegades.

## Arquitectura

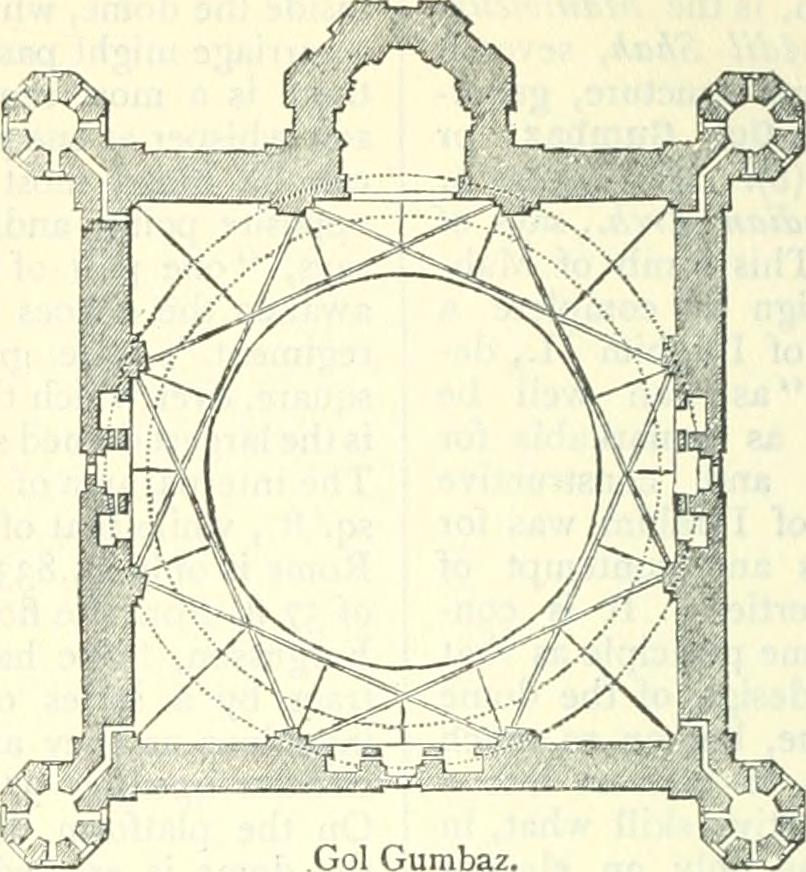
Plànol de Gol Gumbaz

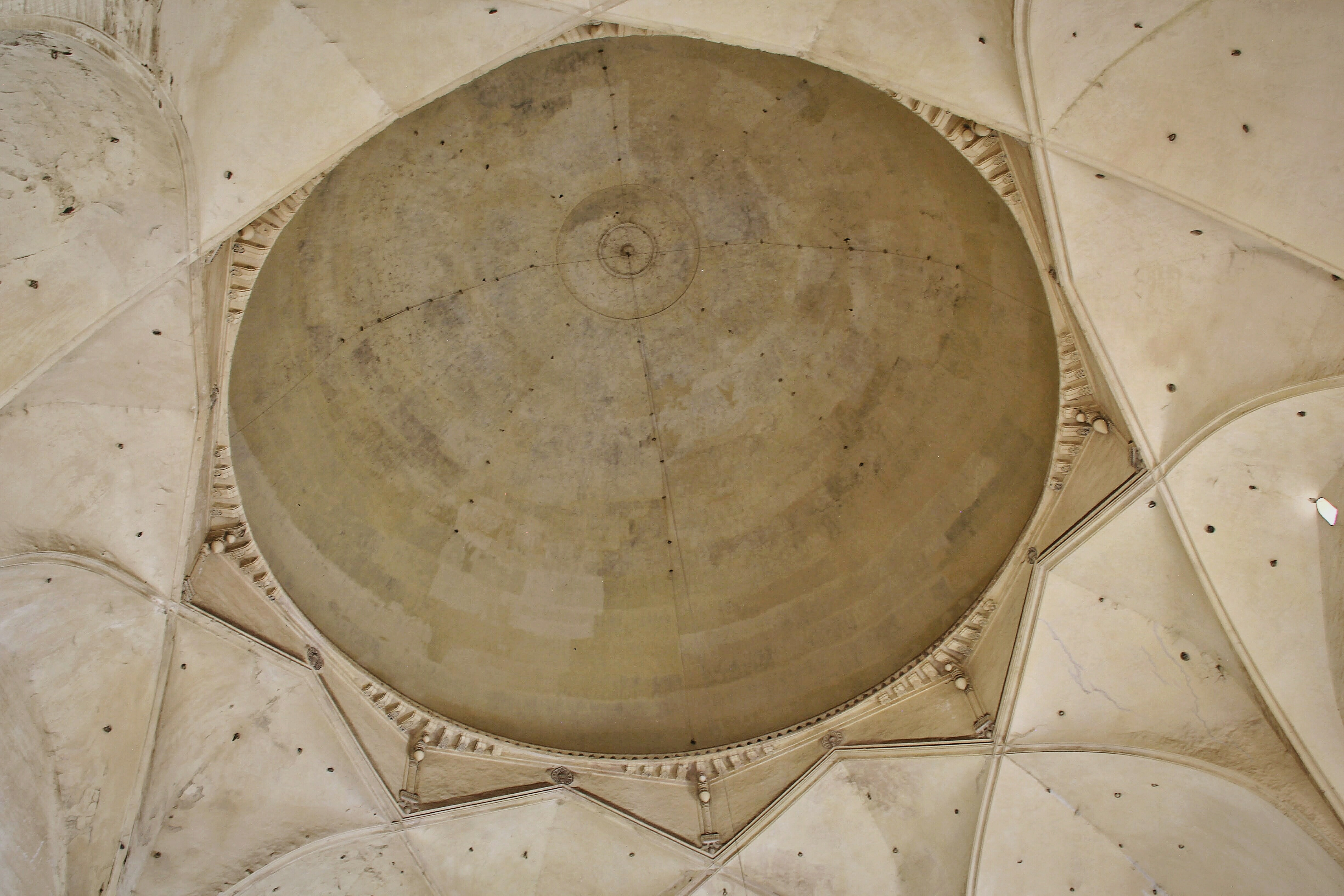
Cúpula circular des de l'interior

L'estructura es compon d'un cub de 48 m a cada costat, cobert per un sostre de 44 m de diàmetre extern. Vuit arcs entrecreuats creats per dos quadrats girats que creen pendents entrellaçats donen suport a la cúpula. A cadascuna de les quatre cantonades del cub, hi ha una torre octogonal coberta de cúpula de set pisos d’alçada amb una escala al seu interior. El pis superior de cada torre s'obre a una galeria rodona que envolta la cúpula. La cúpula és una de les cúpules més grans construïdes abans de l'era moderna.
A l'interior del mausoleu, la sala és un podi poligonal, amb esglaons a cada costat. Al mig del podi, una llosa de cenotafi a terra marca la fossa que hi ha a sota, "l'únic exemple d'aquesta pràctica" en l'arquitectura dels sultanats del Deccan. Al mig del costat nord, sobresurt "una gran badia semioctogonal". Amb una superfície d'1.700 m², el mausoleu té un dels espais de càmera més grans del món. Córrer per l’interior de la cúpula és la murmuriosa galeria on fins i tot el so més suau es pot sentir a l’altra banda del mausoleu a causa de l’acústica de l'espai.
Hi ha un museu dins del complex. El museu es va establir durant el domini britànic el 1892.

## Galeria

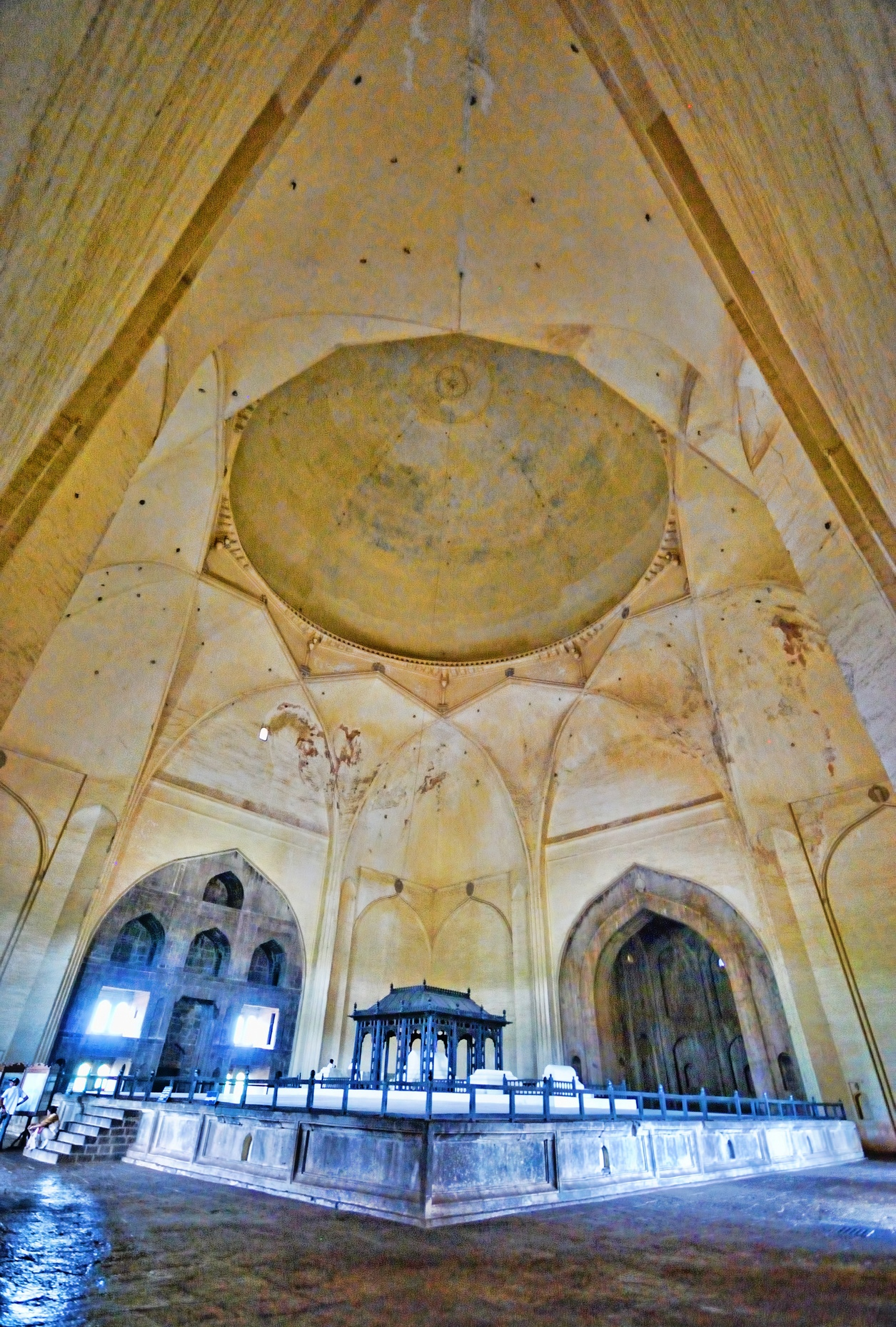
Visió general de l'interior
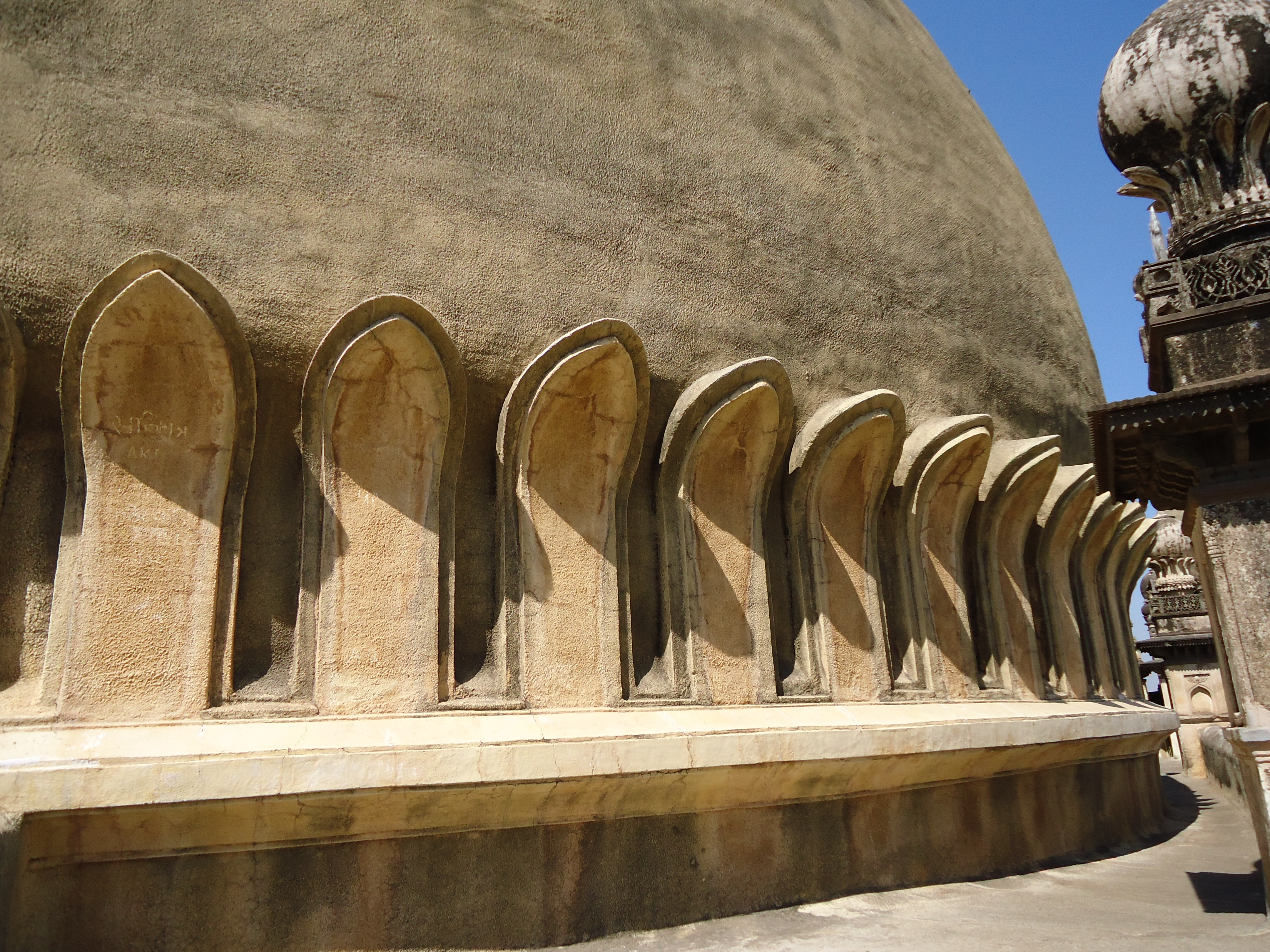
Cúpula amb arcs entrecreuats des de l'exterior
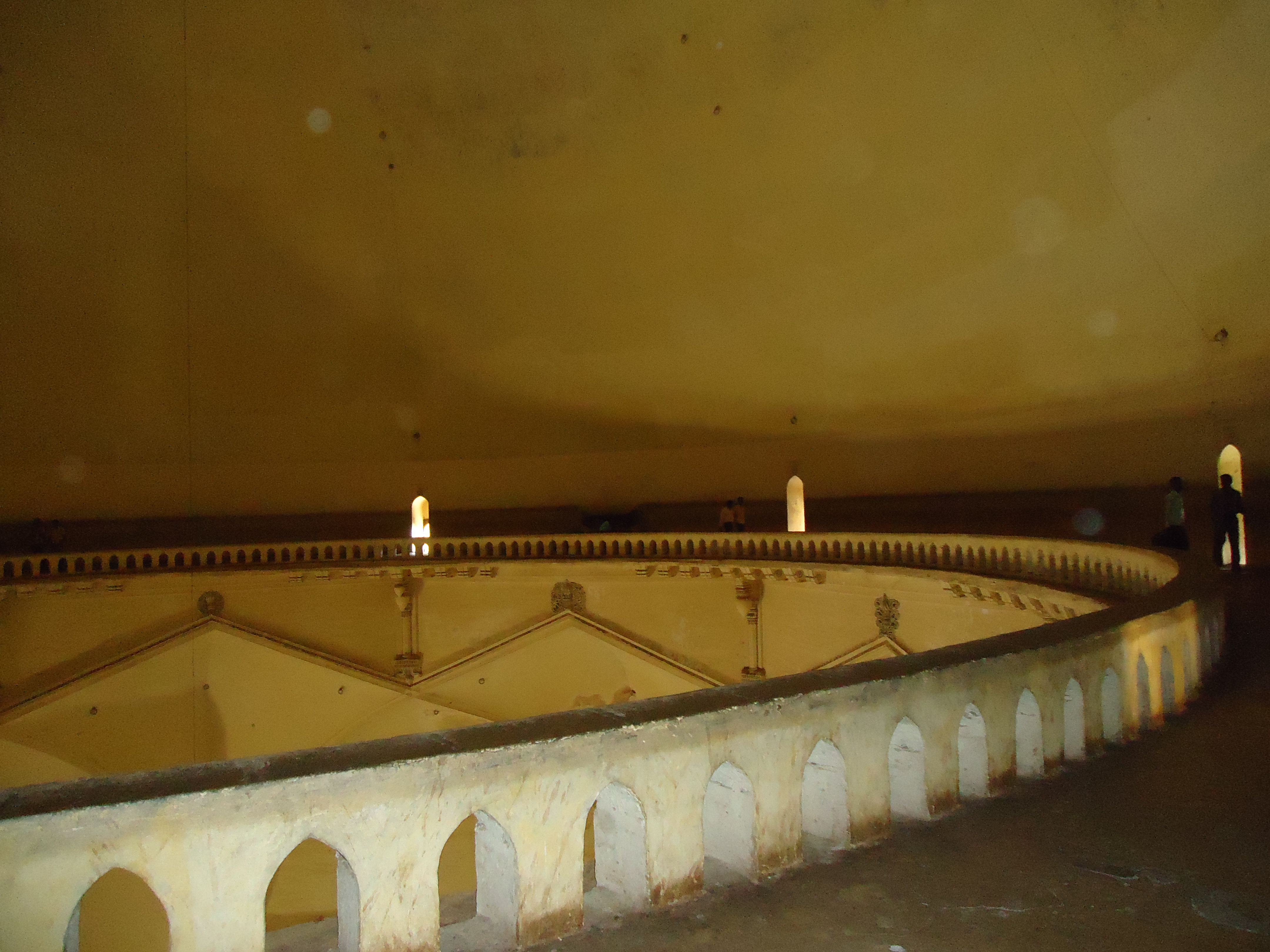
Whispering gallery
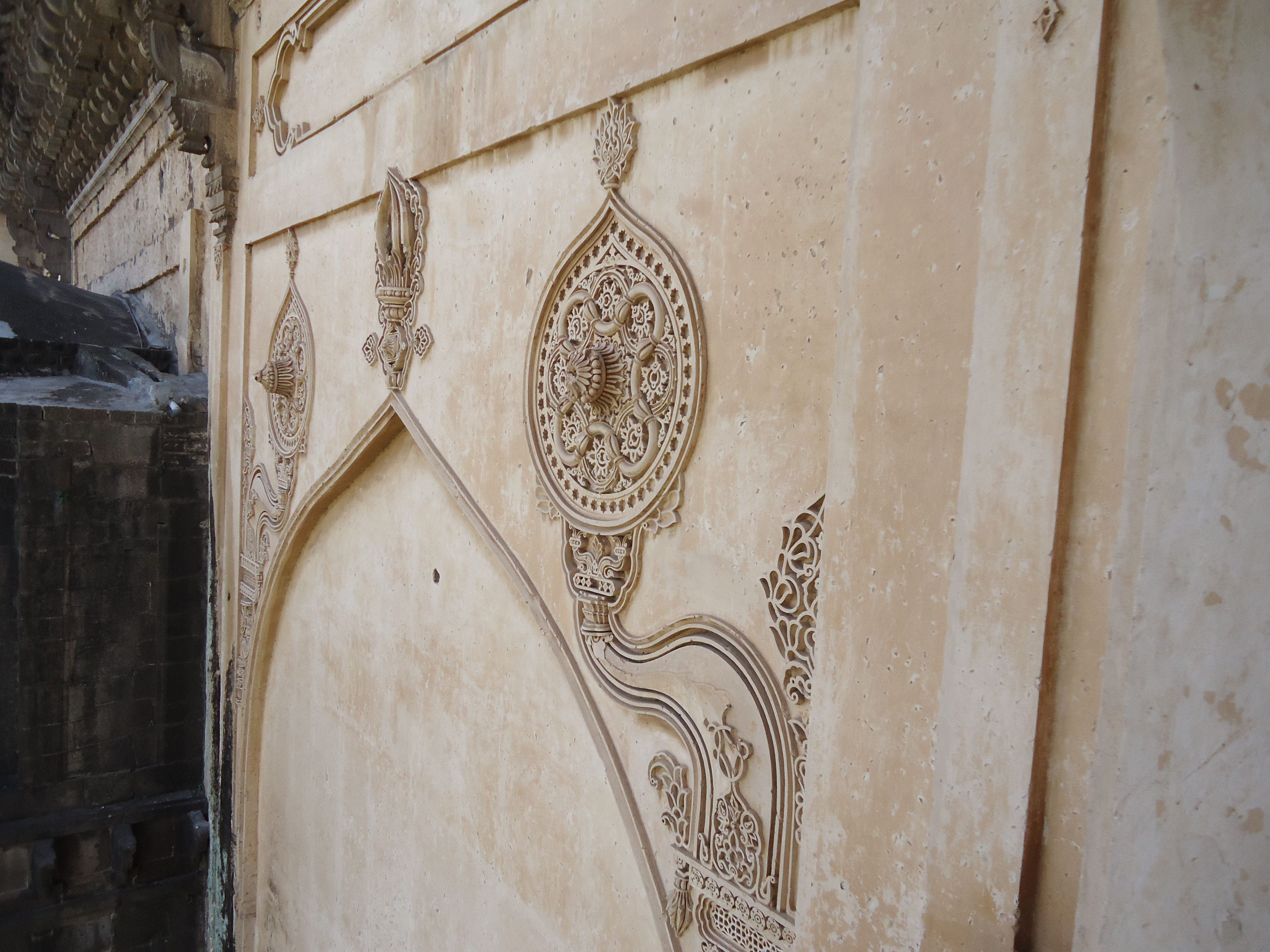
Talles a la paret
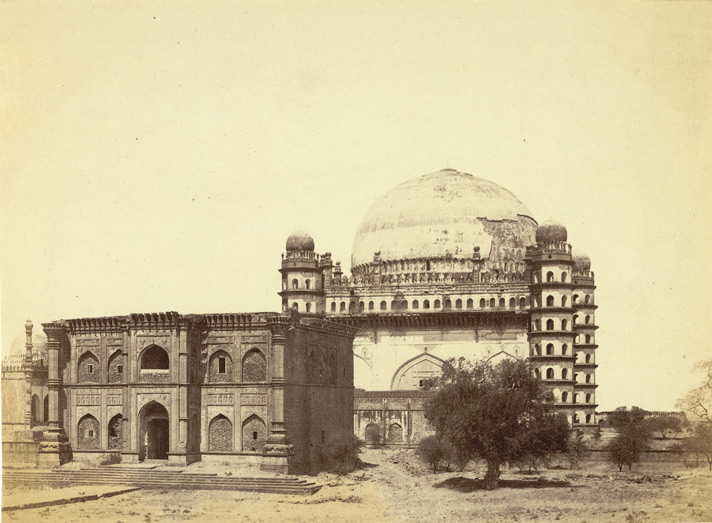
Gol Gumbaz c. 1860
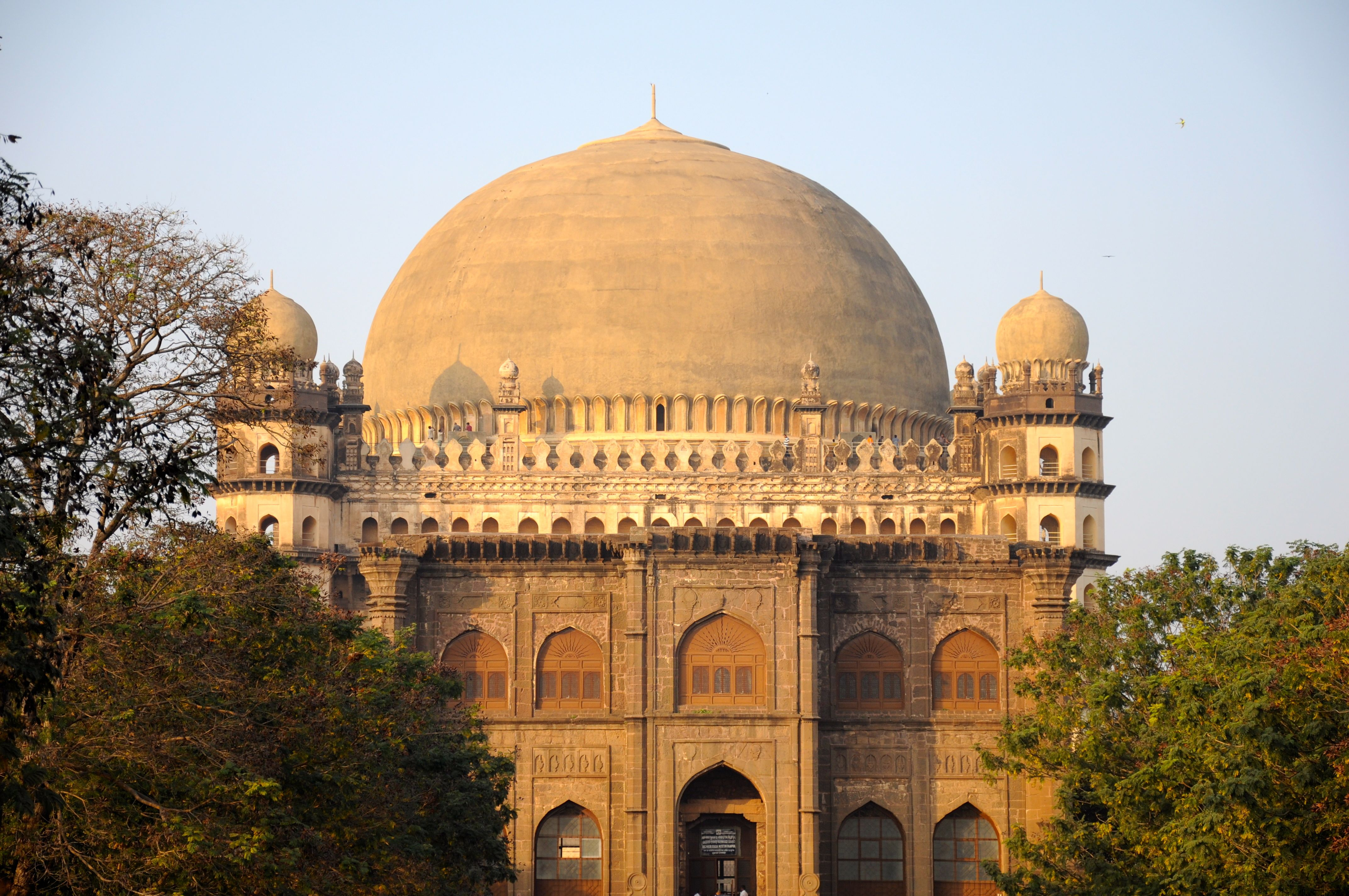
Vista de Gol Gumbaz des de l'entrada.
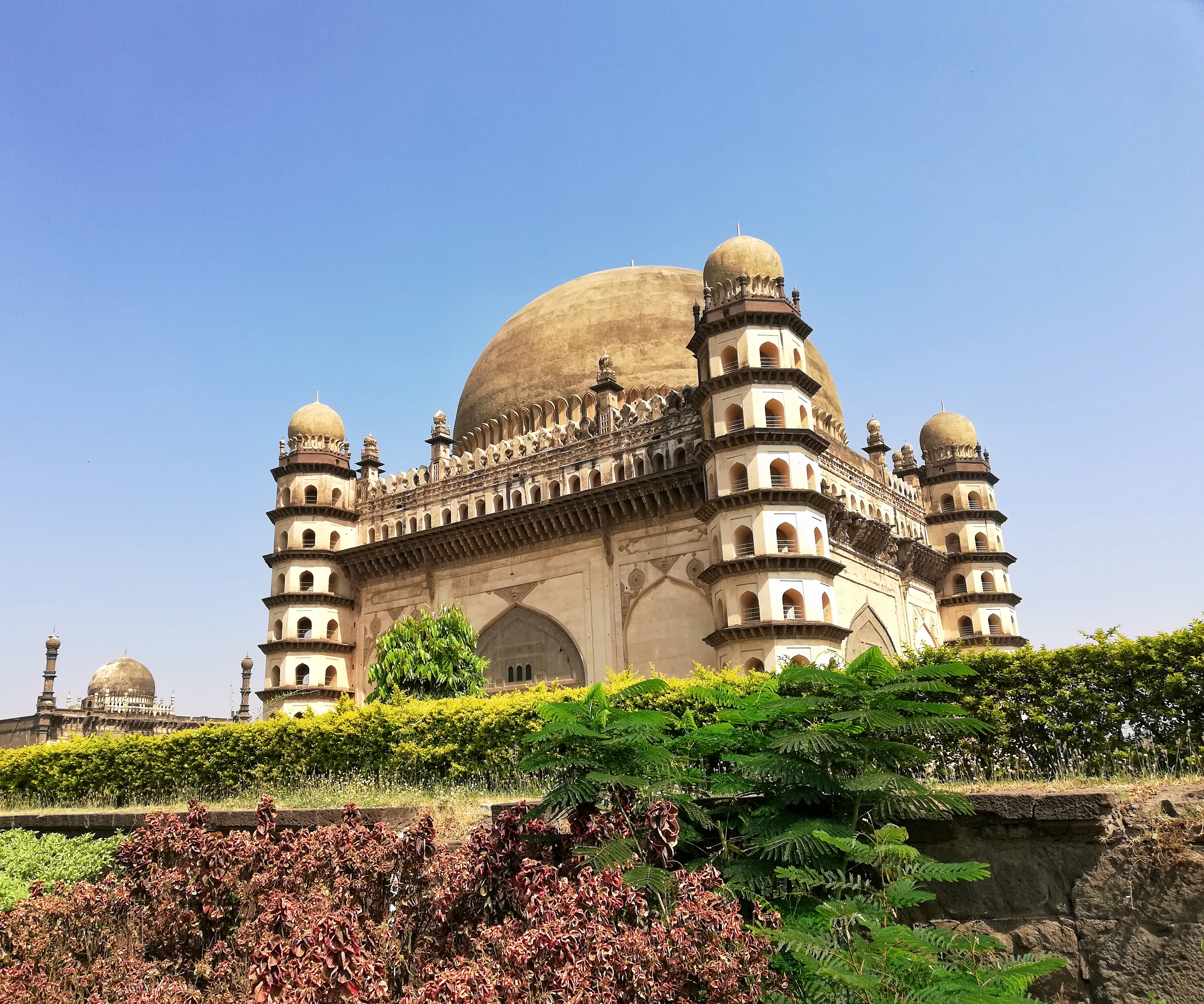
Tomba vista des dels jardins
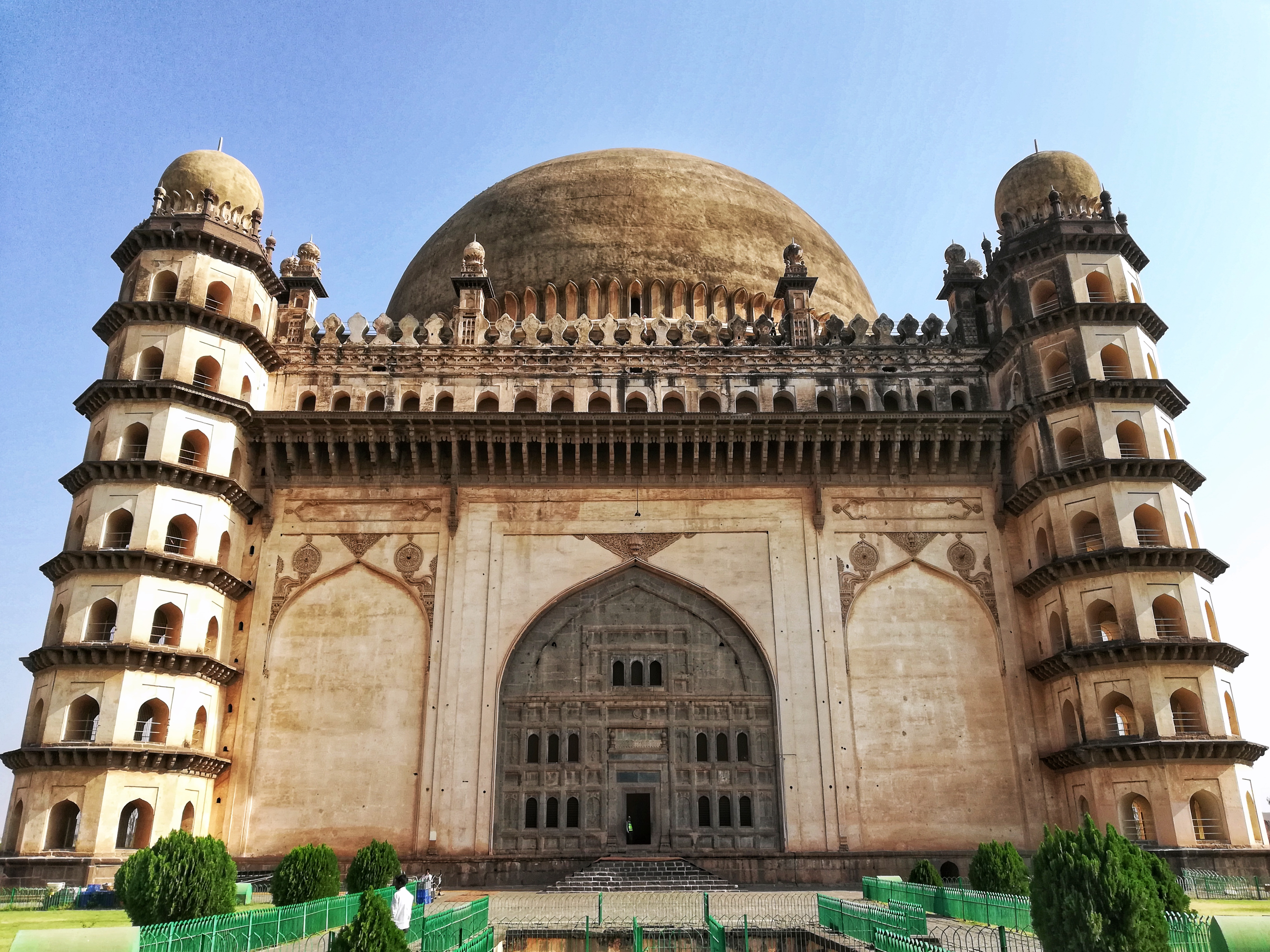
Façana occidental del Gol Gumbaz
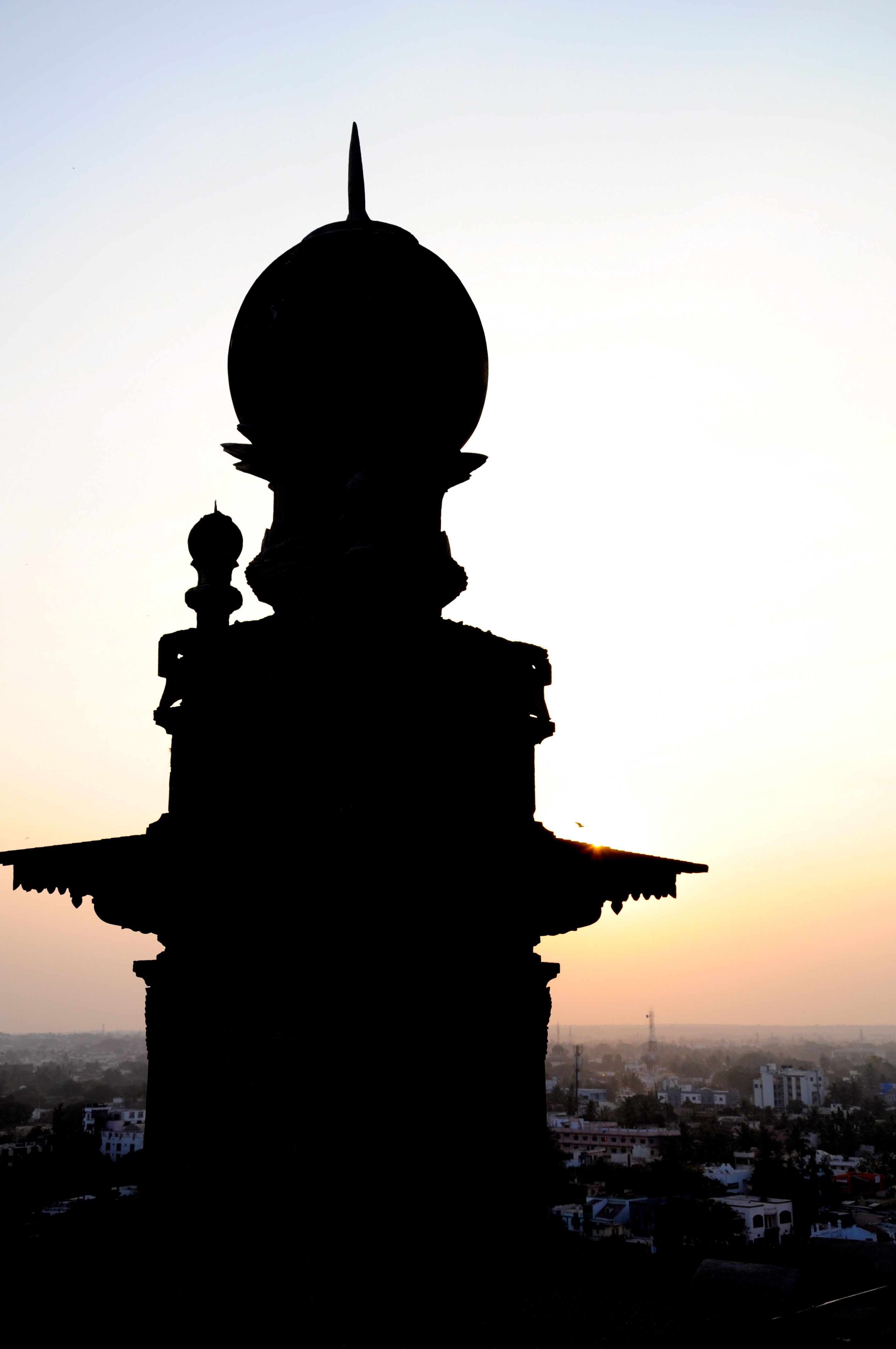
Un dels minars vist des de la terrassa.
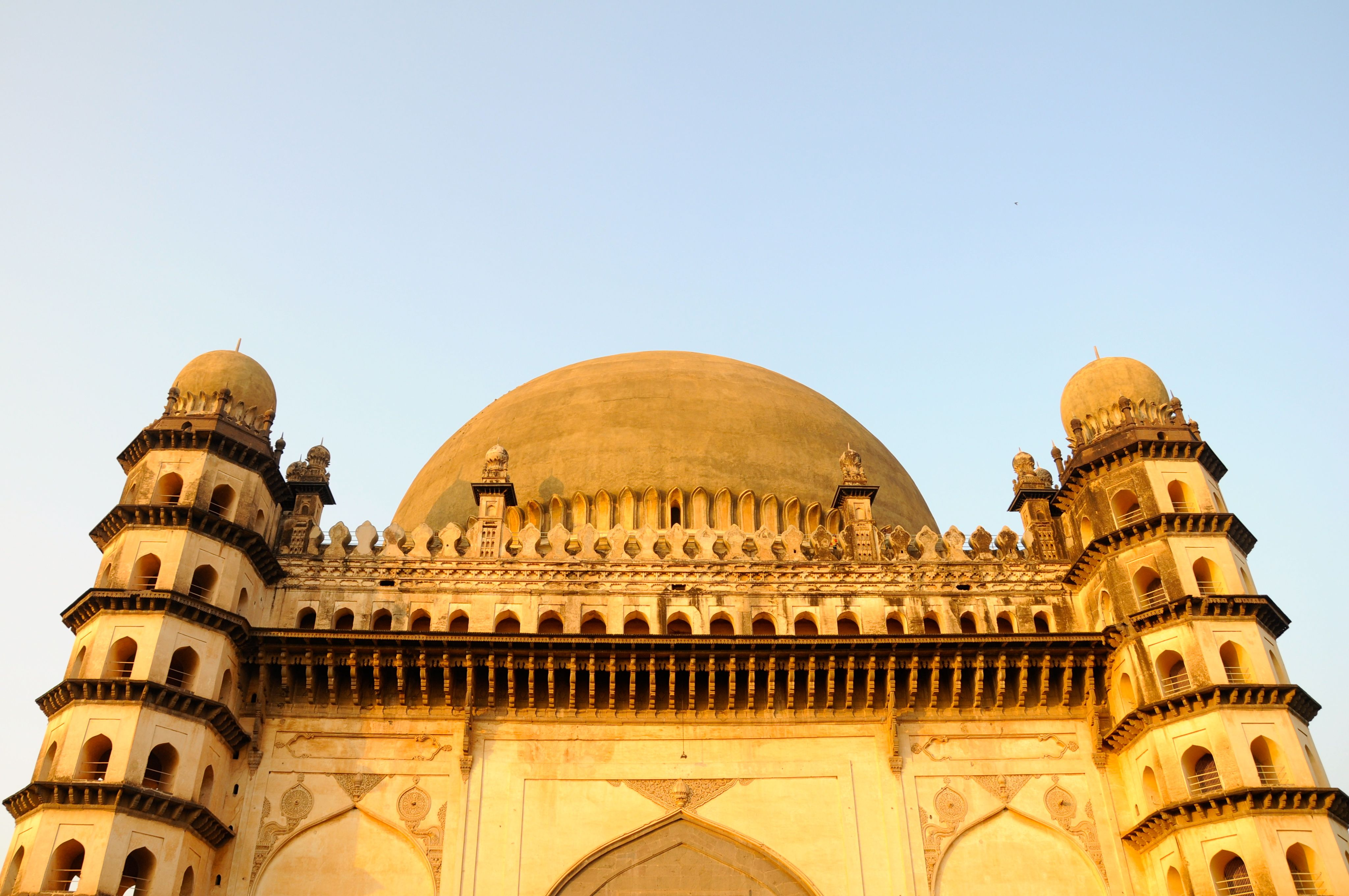
Crenel·lacions de la façana oest
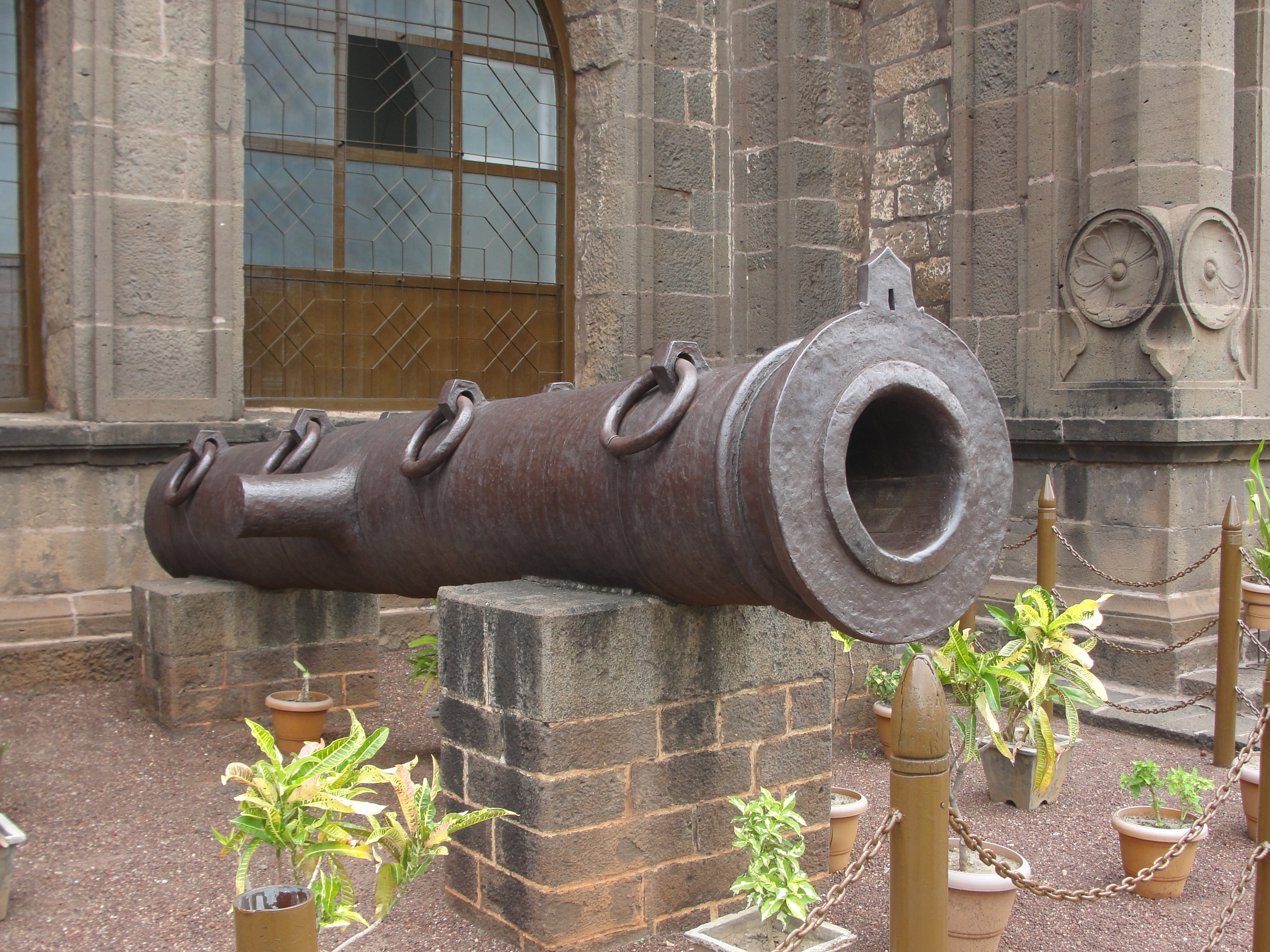
Canó històric exhibit davant Gol Gumbaz
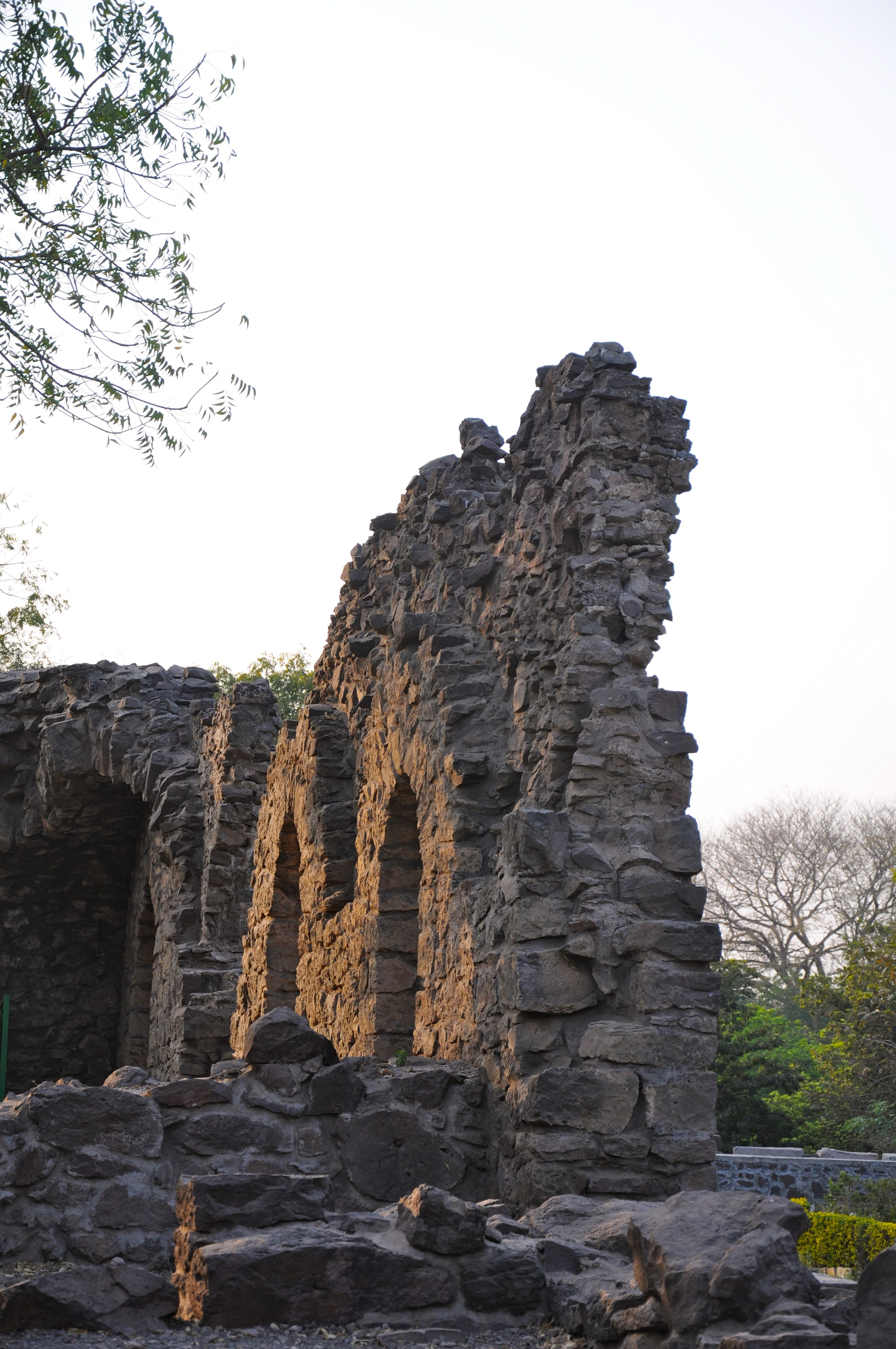
Ruïnes prop de l'entrada
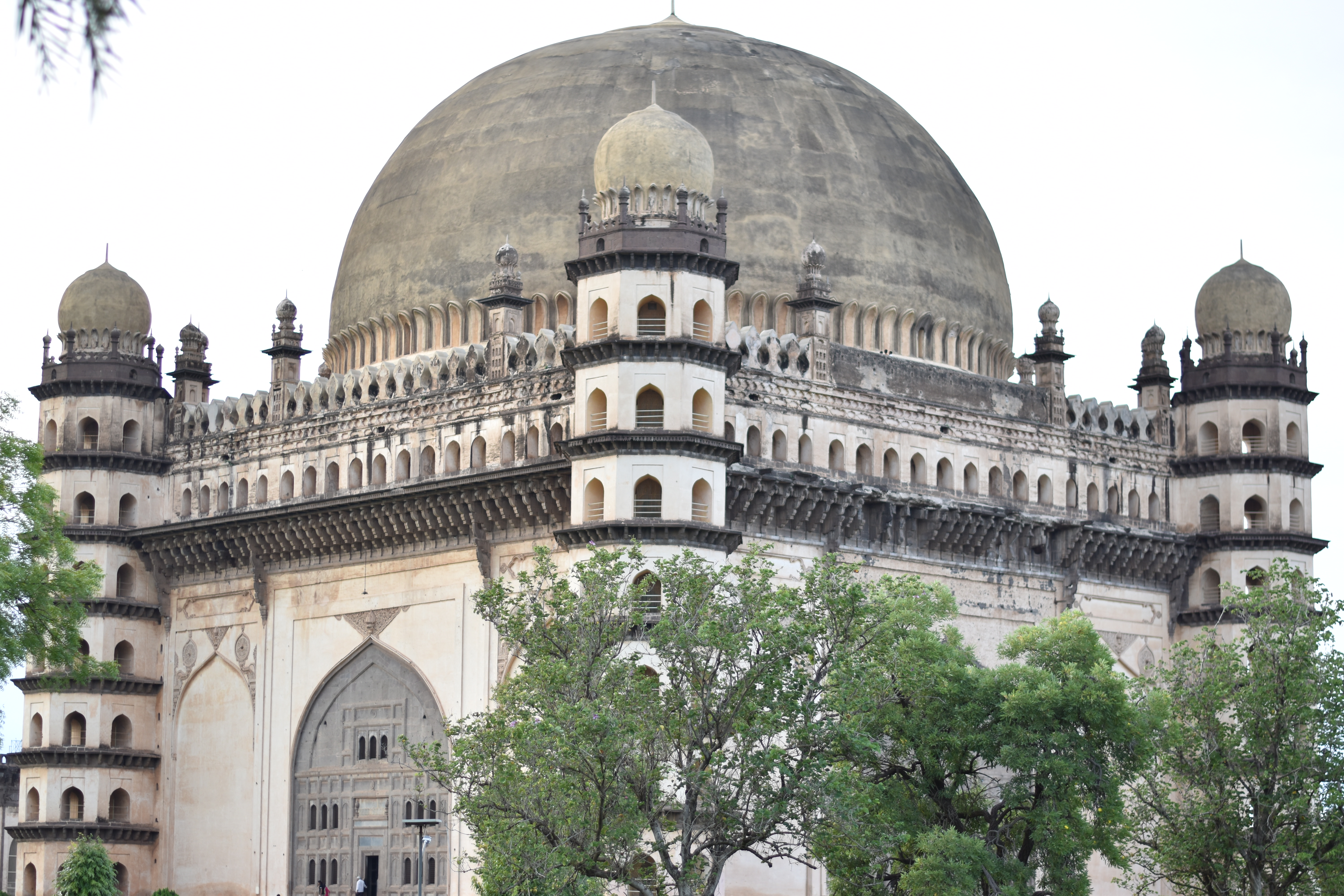
Vista a la cantonada
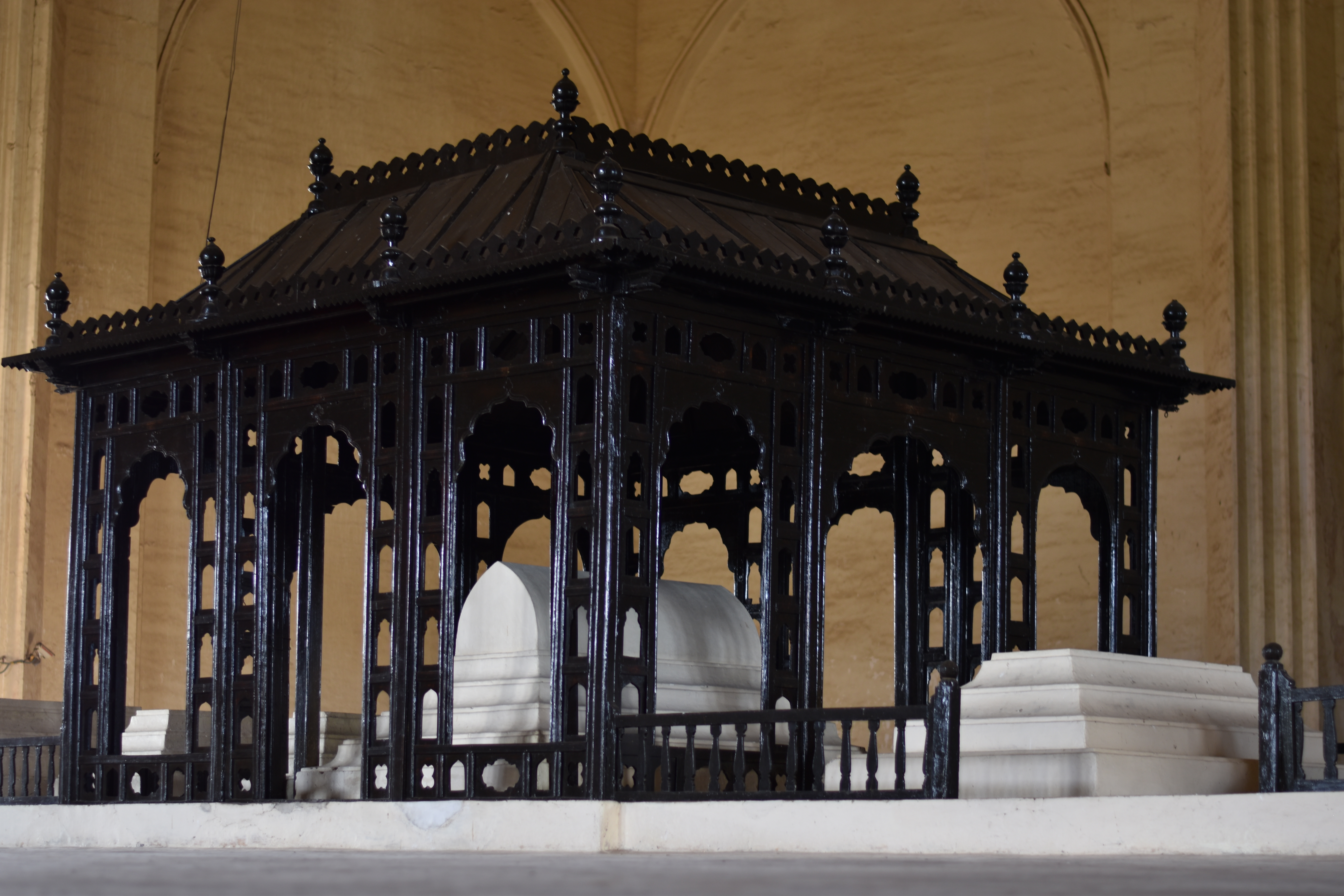
Tomba